# Erna Döbele
Erna Döbele (geb. Horadam; * 10. Mai 1915 in Karlsruhe; † Juli 2001 in Murg (Landkreis Waldshut)) ist bekannt für die Rettung von 96 polnischen Kriegsgefangenen Ende des Zweiten Weltkriegs.
Erna Döbele ist auch der Name eines Theaterstücks des südbadischen Mundartdichters Markus Manfred Jung, das 2009 in Herrischried uraufgeführt wurde.

## Leben
Erna Döbele verlor früh beide Elternteile und wuchs bei verschiedenen Familien und älteren Geschwistern auf. 1936 heiratete sie den Schreinermeister Ludwig Döbele und zog nach Murg. Ludwig Döbele war Murger Gemeinderat und aktiv im Männerchor. Zusammen mit ihrem Ehemann hatte sie drei Söhne. Während des Zweiten Weltkriegs war sie Luftschutzsachbearbeiterin in ihrer Gemeinde. Sie engagierte sich stark im kulturellen und kreativen Bereich in ihrem Wohnort. Der Frauenkreis Fröhlicher Alltag wurde von ihr mitbegründet; sie hatte zehn Jahre lang den Vorsitz. Sie sang im katholischen Kirchenchor der Stadt und beteiligte sich aktiv an der Muettersproch-Gsellschaft Gruppe Hochrhii. Ein weiteres kreatives Engagement war die Veröffentlichung ihres Mundartgedichtbandes E Stube voller Sunneschii. Erna Döbele gehörte zu den Ersten, die sich um die Asylbewerber, die nach Murg kommen, kümmerte. Hinzu kam die Organisation von Busreisen und das vielfältige Engagement für die Murger Fasnacht. Im Jahre 1945 rettete sie auf spektakuläre Weise 96 polnischen Kriegsgefangenen das Leben, dies geriet jedoch in Vergessenheit und wurde erst publik, als im Jahre 1989 ein Dankesschreiben aus Polen in ihrer Gemeinde einging. Erna Döbele verstarb im Juli 2001 nach langer Krankheit in Murg und liegt dort begraben.

## Befreiung der Gefangenen
Wenige Tage vor Ende des Zweiten Weltkriegs (8. Mai 1945 in Europa) ließ der Kreisleiter Johann Bender 96 polnische Kriegsgefangene, die ihre Heimschickung erhofften, auf dem Münsterplatz in Bad Säckingen antreten, um sie in einer Kiesgrube (Metzgergrube Warmbach) in der Nähe von Rheinfelden (Baden) erschießen zu lassen. Die damals 30-jährige Erna Döbele wollte dies nicht zulassen und ging in den Innenhof des Rathauses, um die Gefangenen zu retten. Sie selbst sagte, dass sie ihren Schutzengel um Hilfe angefleht habe, um die richtigen Worte zu finden und somit gebühre der Dank nicht ihr, sondern Gott. „Entweder ihr lasst die Leute da draußen frei, oder ich verrate den armen Polenkerlen, was in der Kiesgrube bei Warmbach mit ihnen gemacht werden soll“, schrie sie auf Bender ein, um die bereits über eine Stunde in glühender Hitze wartenden Polen zu erlösen. Döbele hatte am Tag zuvor telefonisch vom damaligen Gewerbeschullehrer Hörle aus Rheinfelden erfahren, dass die polnischen Gefangenen hingerichtet werden sollten. Nach ihrer Äußerung hin geschah zunächst nichts, dann sollte sie in das Rathaus geführt werden. Sie wehrte sich gegen die beiden SS-Leute und erreichte schließlich, dass der Kreisleiter Bender zu ihr kam. Trotz ihrer großen Angst sagte sie zu ihm: „Können Sie sich das aufs Gewissen laden? 96 Menschen! Ihr seid ja Mörder! Sie haben doch zu Hause eine Frau und vier kleine Kinder!“ Dieser Mut wurde mit der Freilassung der 96 Polen belohnt. Erna Döbele wurde jedoch verhaftet und im Innenhof des Rathauses zurückgelassen. Einer der Polen kehrte zurück und verhalf ihr zur Flucht über die Mauer. Sie vertraute sich dem damaligen Murger Bürgermeister Grass an und kam bis Kriegsende in „Schutzhaft“.
Erna Döbele erzählte immer wieder von diesem Tag und wurde von Martin Schley am 17. Oktober 1992 für die Radiosendung Vis à Vis des S4 Radio Breisgau interviewt. Dort beschrieb sie bis in Details, was sich an jenem Tag abgespielt hatte.

## Ehrungen
- 1991 überreichte der Bundespräsident Erna Döbele das  Bundesverdienstkreuz am Bande im Rahmen einer öffentlichen Ehrung.
- 1992/1993 wurde sie von der Narrenzunft wegen ihres Engagements für die Murger Fasnacht zur ersten „Narrengotte“ ernannt.[2]
- 1994 erhielt sie das Kavalierkreuz des Verdienstordens der Republik Polen. Mit ihrer Familie, dem Vorsitzenden des Maximilian-Kolbe-Werks, Reinhold Lehmann aus Freiburg, dem Landrat Bernhard Wütz, dem Bürgermeister von Murg, Michael Schöke, und dem Ratschreiber Konrad Lüthy nahm sie die Ehrung entgegen, die von Generalkonsul Andrzej Kaczarowsky im Namen des Präsidenten Lech Wałęsa überbracht wurde.
- 1996 wurden Erna Döbele und ihr Mann Ludwig Döbele anlässlich ihrer diamantenen Hochzeit mit der Ehrenmünze der Gemeinde Murg geehrt.